# Matthias Ettrich
Matthias Ettrich (ur. 14 czerwca 1972 w Bietigheim-Bissingen) – niemiecki informatyk, programista FOSS, pomysłodawca projektu K Desktop Environment (KDE) (1996) i jeden z twórców LyX (1995). 
Za swój wkład w rozwój wolnego oprogramowania został odznaczony Orderem Zasługi Republiki Federalnej Niemiec w 2009 roku.